# Концентрація міри
Концентрація міри — принцип, за яким за певних досить загальних і не дуже обтяжливих обмежень значення функції великої кількості змінних майже стале. Наприклад, більшість пар точок на одиничній сфері великої розмірності розташовані на відстані, близькій до {\displaystyle {\tfrac {\pi }{2}}} один від одного.
Принцип концентрації міри ґрунтується на ідеї Поля Леві. На початку 1970-х років його дослідив Віталій Мільман у його роботах з локальної теорії банахових просторів. Цей принцип набув подальшого розвитку в роботах Мільмана та Громова, Море, Пізьє, Шехтмана, Талаграна, Леду та інших.

## Основні визначення
Нехай {\displaystyle (X,d,\mu )} — метричний простір з імовірнісною мірою {\displaystyle \mu }. Нехай
{\displaystyle \alpha (\varepsilon )=\sup \left\{\,\mu (X\setminus A_{\varepsilon })\mid \mu (A)\geqslant 1/2\,\right\},}
де
{\displaystyle A_{\varepsilon }=\left\{\,x\mid d(x,A)<\varepsilon \,\right\}}
є {\displaystyle \varepsilon } - околом множини {\displaystyle A} .
Функцію {\displaystyle \alpha } називають профілем простору {\displaystyle X}.
Неформально кажучи, простір {\displaystyle X} задовольняє принципу концентрації міри, якщо його профіль {\displaystyle \alpha (\varepsilon )} швидко зменшується при зростанні {\displaystyle \varepsilon }.
Формальніше, сімейство метричних просторів із мірами {\displaystyle (X_{n},d_{n},\mu _{n})} називають сімейством Леві, якщо для відповідних профілів {\displaystyle \alpha _{n}} виконується таке
{\displaystyle \forall \varepsilon >0\quad \alpha _{n}(\varepsilon )\to 0\quad {\text{при}}\quad n\to \infty .}
Якщо понад це
{\displaystyle \forall \varepsilon >0\quad \alpha _{n}(\varepsilon )\leq C\cdot \exp(-c\cdot n\cdot \varepsilon ^{2})}
для деяких констант {\displaystyle c,C>0}, то послідовність {\displaystyle (X_{n},d_{n},\mu _{n})} називають нормальним сімейством Леві.

### Зауваження
- Таке визначення профілю {\displaystyle \alpha } еквівалентне:
{\displaystyle \alpha (\varepsilon )=\sup \left\{\,\mu (\{\,F\geq \mathop {M} +\varepsilon \,\})\,\right\},}

де точна верхня грань за всіма 1-ліпшицевими функціями {\displaystyle F\colon \,X\to \mathbb {R} } і {\displaystyle M} медіана {\displaystyle F}, визначена такою парою нерівностей
{\displaystyle \mu \{\,F\geq M\,\}\geqslant 1/2,\quad \mu \{\,F\leq M\,\}\geqslant 1/2.}

## Концентрація міри на сфері
Перший приклад запропонував Поль Леві. Відповідно до сферичної ізопериметричної нерівності, серед усіх підмножин {\displaystyle A} сфери {\displaystyle \mathbb {S} ^{n}} із заданою сферичною мірою {\displaystyle \sigma _{n}(A)} сферичний сегмент
{\displaystyle B(x_{0},R)_{\mathbb {S} ^{n}}=\left\{\,x\in \mathbb {S} ^{n}\mid \mathrm {dist} (x,x_{0})\leqslant R\,\right\}}
для будь-якого {\displaystyle R} має найменший {\displaystyle \varepsilon }-окіл {\displaystyle A_{\varepsilon }} для будь-якого фіксованого {\displaystyle \varepsilon >0}.
Застосовуючи це спостереження для однорідної імовірнісної міри {\displaystyle \sigma _{n}} на {\displaystyle \mathbb {S} ^{n}} і множини {\displaystyle A} такої, що {\displaystyle \sigma _{n}(A)=1/2}, отримуємо таку нерівність:
{\displaystyle \sigma _{n}(A_{\varepsilon })\geqslant 1-C\cdot \exp(-c\cdot n\cdot \varepsilon ^{2}),}
де {\displaystyle C,c} — універсальні константи. Тому послідовність {\displaystyle X_{n}=\mathbb {S} ^{n}} є нормальним сімейством Леві, і принцип концентрації міри виконується для цієї послідовності просторів.

## Застосування
- Припустимо, {\displaystyle {\mathcal {P}}_{\varepsilon }} позначає множину всіх опуклих многокутників у одиничному квадраті з вершинами в {\displaystyle \varepsilon }-ґратці {\displaystyle (\varepsilon \cdot \mathbb {Z} )^{2}}. Тоді за малих {\displaystyle \varepsilon >0} більшість многокутників з {\displaystyle {\mathcal {P}}_{\varepsilon }} лежать близько до деякої опуклої множини {\displaystyle L}.
  - Точніше, {\displaystyle L} описується нерівністю[2]

{\displaystyle {\sqrt {1-|x|}}+{\sqrt {1-|y|}}\geq 1.}
- Лема про мале спотворення
- Теорема Дворецького